# Bagadó (kommun)
Bagadó är en kommun i Colombia.   Den ligger i departementet Chocó, i den nordvästra delen av landet, 260 km väster om huvudstaden Bogotá. Antalet invånare är 8 454.